# Station Purmerend Weidevenne
Station Purmerend Weidevenne is een treinstation in de Purmerendse wijk Weidevenne, dat op 9 december 2007 in gebruik is genomen. Een dag eerder was de officiële opening. Het ligt aan de spoorlijn Zaandam - Enkhuizen, ten zuiden van de beweegbare spoorbrug over het Noordhollandsch Kanaal.

## Treinen
In de dienstregeling 2025 stopt de volgende treinserie in Purmerend Weidevenne:
| Serie | Treinsoort    | Route                                                                                                   | Bijzonderheden |
| ----- | ------------- | --- | -------------- |
| 4100  | Sprinter (NS) | Hoofddorp – Schiphol Airport – Zaandam – Purmerend Weidevenne – Purmerend – Hoorn – Hoorn Kersenboogerd |                |

In de vroege ochtend en late avond rijden ook enkele treinen door naar Enkhuizen, resp. naar Amsterdam Centraal.

## Bussen
Bij het station zelf ligt geen bushalte. De dichtstbijzijnde halte is de Canberrastraat, die in het centrum van de wijk Weidevenne ligt.

## Ontwikkeling aantal reizigers
Het aantal door NS vervoerde reizigers (per gemiddelde werkdag) ontwikkelde zich sedert 2019 als volgt:
| Jaar | Aantal reizigers |
| ---- | ---------------- |
| 2019 | 1.604            |
| 2020 | 822              |
| 2021 | 869              |
| 2022 | 1.162            |
| 2023 | 1.312            |
| 2024 | 1.381            |

## Afbeeldingen

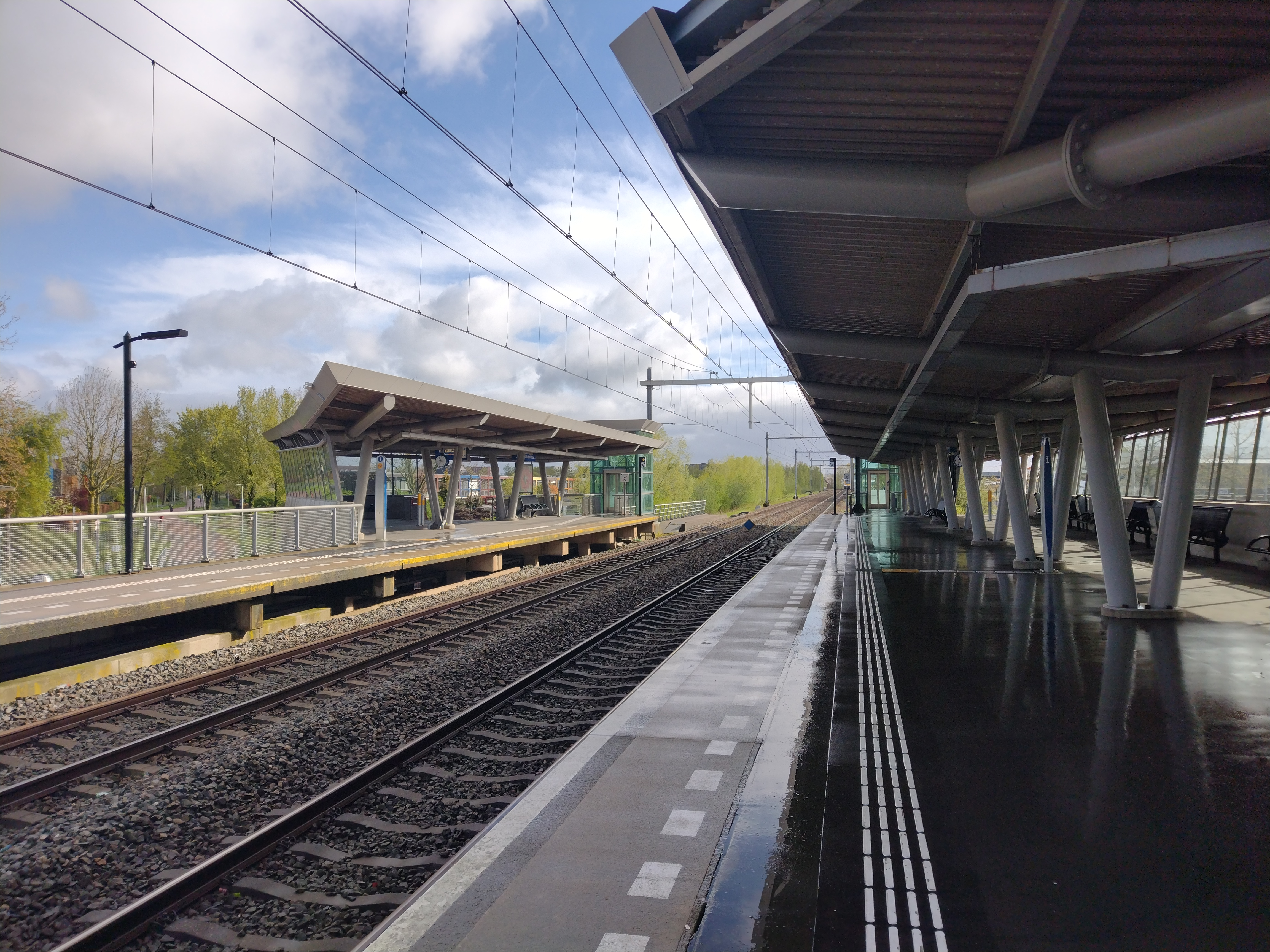
Perrons van het station
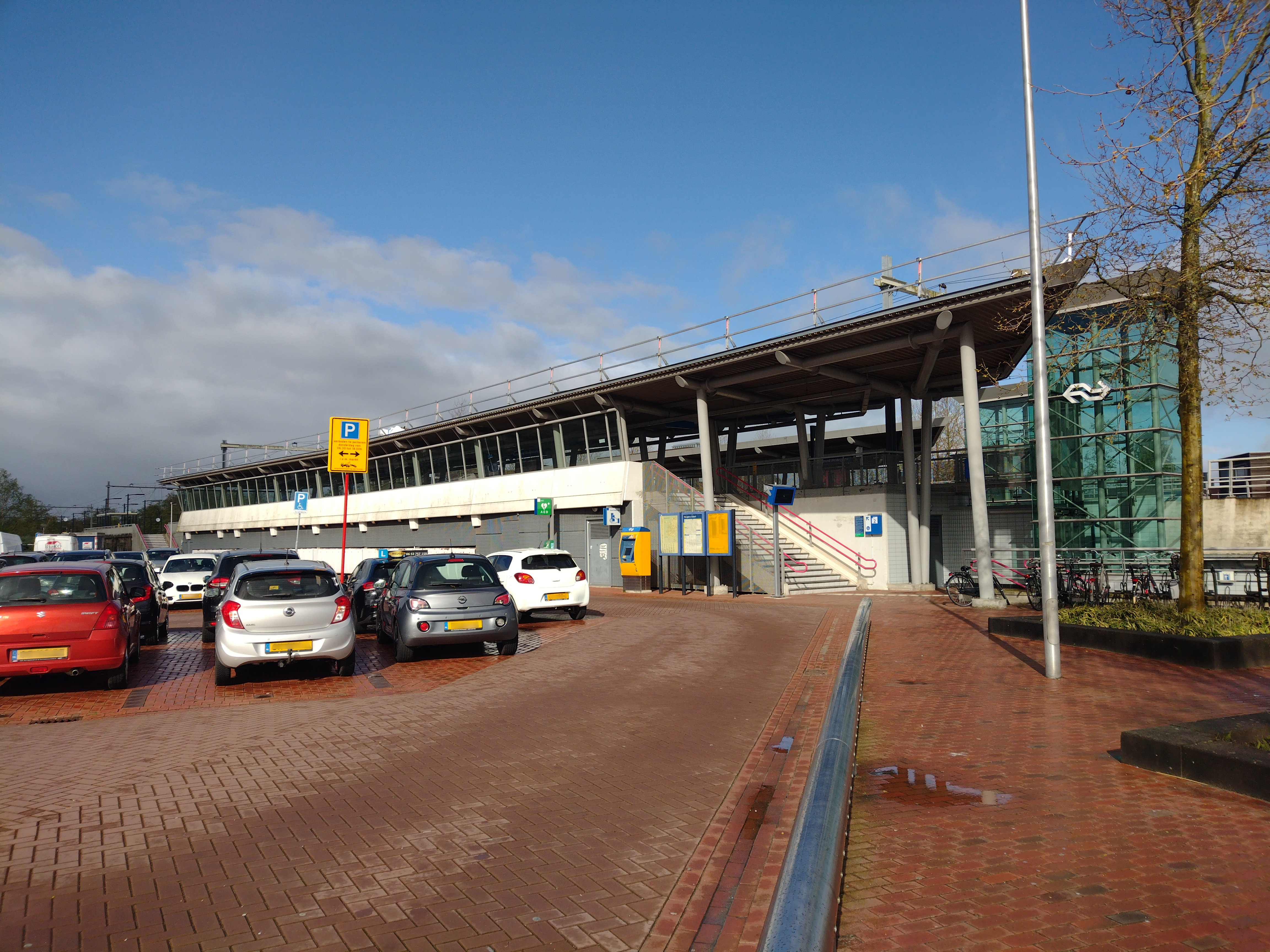
Het station in 2024
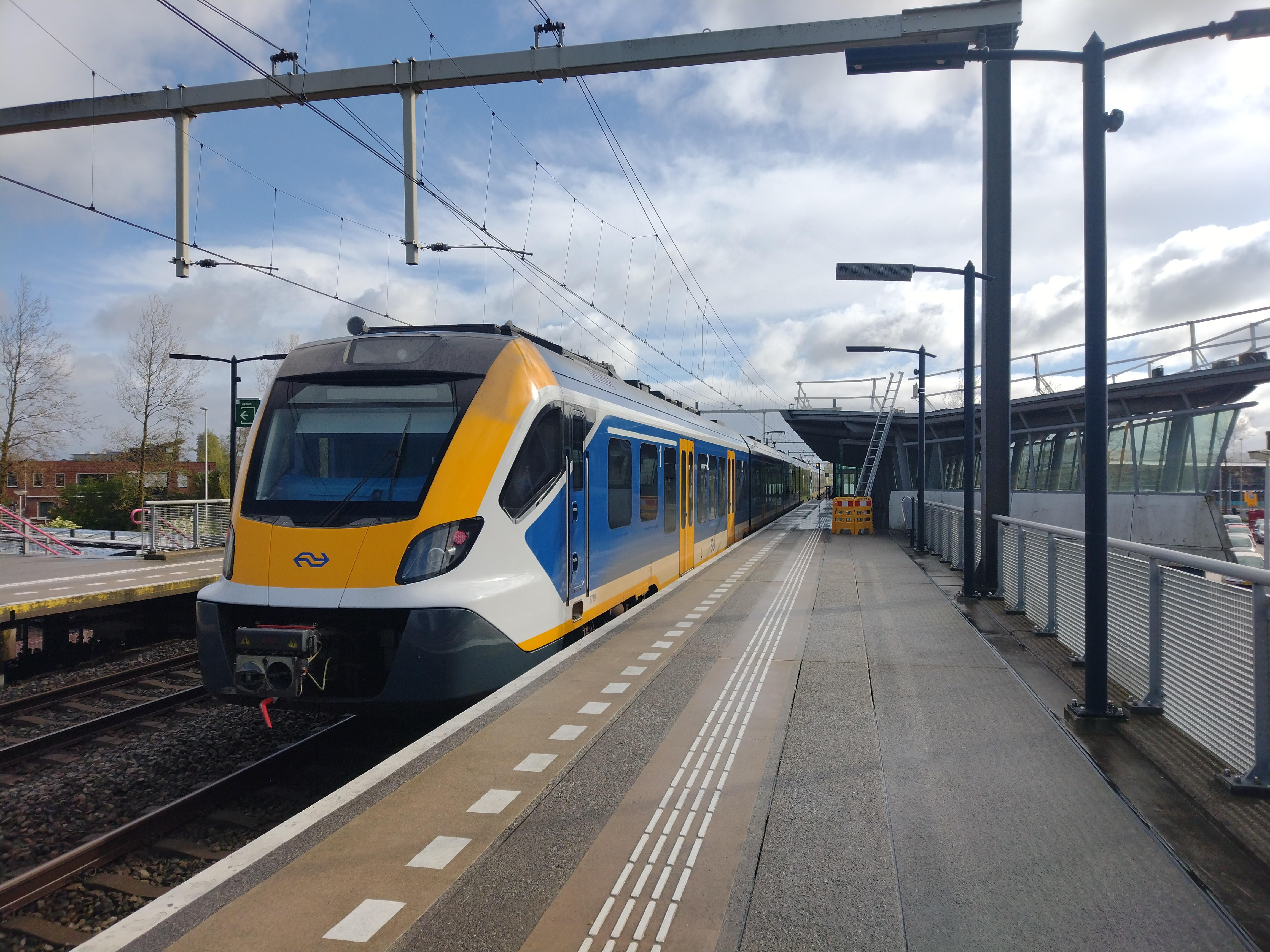
SNG op het station

0: Zaandam ·
1: Zaanbrug ·
2: Zaandam Kogerveld ·
6: Oostzaan ·
12: Purmerend Weidevenne ·
13: Purmerend ·
15: Purmerend Overwhere ·
17: Kwadijk ·
20: Middelie ·
23: Stopplaats Oosthuizen ·
25: Schardam ·
28: Avenhorn ·
32: Hoorn ·
35: Hoorn Kersenboogerd ·
37: Blokker ·
40: Westwoud ·
43: Hoogkarspel ·
45: Lutjebroek ·
46: Bovenkarspel-Grootebroek ·
48: Broekerhaven ·
48: Bovenkarspel Flora ·
50: Enkhuizen
Alkmaar ·
-Noord ·
Amsterdam:
-Amstel ·
-ArenA ·
-Bijlmer ArenA · 
-Centraal ·
-Holendrecht ·
-Lelylaan ·
-Muiderpoort ·
-RAI ·
-Science Park ·
-Sloterdijk ·
-Zuid ·
Anna Paulowna ·
Beverwijk ·
Bloemendaal ·
Bovenkarspel:
-Flora ·
-Grootebroek ·
Bussum Zuid ·
Castricum ·
Den Helder ·
-Zuid ·
Diemen ·
-Zuid ·
Driehuis ·
Duivendrecht ·
Enkhuizen ·
Haarlem ·
-Spaarnwoude ·
Halfweg-Zwanenburg ·
Heemskerk ·
Heemstede-Aerdenhout ·
Heerhugowaard ·
Heiloo ·
Hilversum ·
-Media Park ·
-Sportpark ·
Hollandsche Rading ·
Hoofddorp ·
Hoogkarspel ·
Hoorn ·
-Kersenboogerd ·
Koog aan de Zaan ·
Krommenie-Assendelft ·
Naarden-Bussum ·
Nieuw Vennep ·
Obdam ·
Overveen ·
Purmerend ·
-Overwhere ·
-Weidevenne ·
Santpoort:
-Noord ·
-Zuid ·
Schagen ·
Schiphol Airport ·
Uitgeest ·
Weesp ·
Wormerveer ·
Zaandam ·
-Kogerveld ·
Zaandijk Zaanse Schans ·
Zandvoort aan Zee
Stations van de Museumstoomtram Hoorn-Medemblik:
Tramstation Hoorn · 
Zwaag ·
Wognum-Nibbixwoud ·
Twisk ·
Opperdoes ·
Medemblik
Voormalige stations: zie de lijst van voormalige spoorwegstations in Noord-Holland